# NGC 3211
NGC 3211 est une nébuleuse planétaire située dans la constellation de la Carène. NGC 3211 a été découverte par l'astronome britannique John Herschel en 1837.

## Observation
Avec une magnitude visuelle apparente de 10,7, on peut l'observer avec un télescope dont l'ouverture est d'au moins 150 mm .  

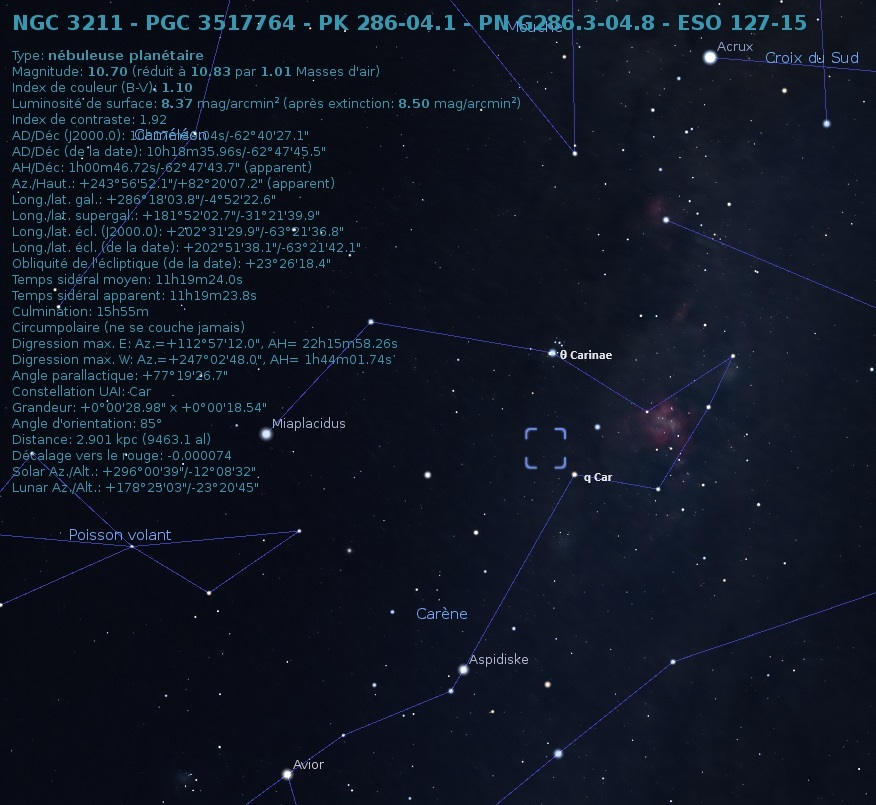
Localisation de NGC 3211 dans la constellation de la Carène (Stellarium).

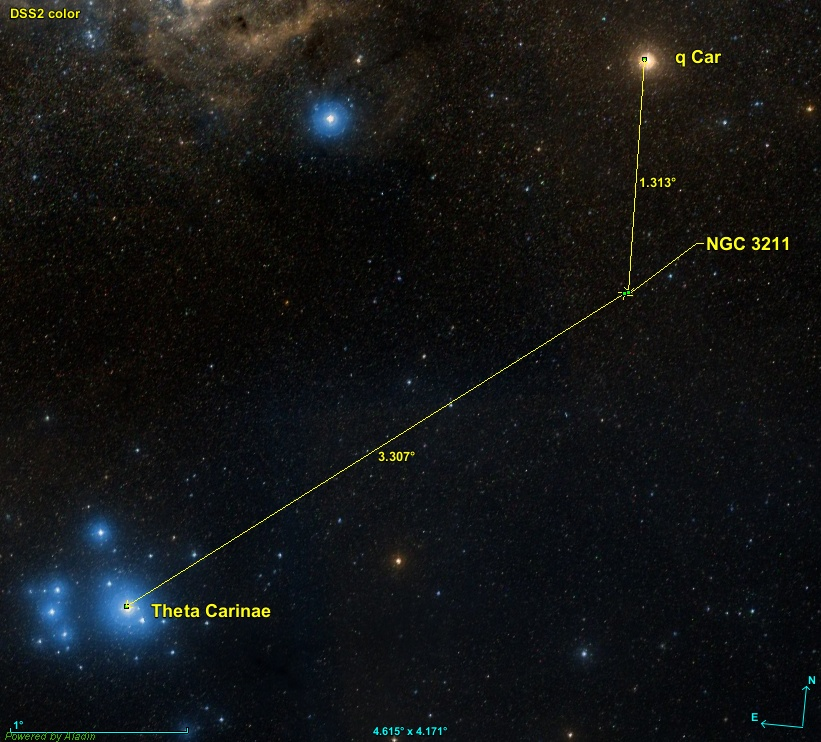
Position de NGC 3211 par rapport deux étoiles.

La nébuleuse NGC 3211 est située à environ 1,3 degrés au sud-est de V337 Carinae (q Car) et à environ 3,3 degrés au nord-ouest de Theta Carinae.

## Caractéristiques

### Distance, taille et vitesse
Deux distances très semblables sont aussi indiquées sur la base de données Simbad : 2,934 ± 0,587 kpc (∼9 570 al) et environ 2 901 pc (∼9 460 al).
Selon les sources, la taille apparente de la nébuleuse est de 0,27' ou de 0,32' ((29,5 ± 2,5)'), ce qui, compte tenu de la distance et grâce à un calcul simple, équivaut à une taille réelle de 0,82 ± 0,23 al.
Deux valeurs identiques de la vitesse sont aussi indiquées sur Simbad, soit −16,0 ± 5,0 km/s,.

## Étoile centrale
Plusieurs valeurs ont été proposées pour la température de l'étoile centrale, de 135 kK à 155 kK ainsi que de 345 {\displaystyle L_{\odot }} à 2500 {\displaystyle L_{\odot }}. Selon les auteurs d'une étude publiée en 2016, la température de l'étoile centrale est de 145 ± 10 kK (Log10 T = 5,16 ± 0,03) et sa luminosité est de 1 995 +696
−516 {\displaystyle L_{\odot }} (Log {\displaystyle L_{\odot }} = 3,30 ± 0,13). Les quatre nébuleuses mentionnées dans cette étude, dont NGC 5979 seraient âgées d'environ 6000 ans et leur masse initiale se situerait entre 1,5 et 2,0{\displaystyle M_{\odot }}.

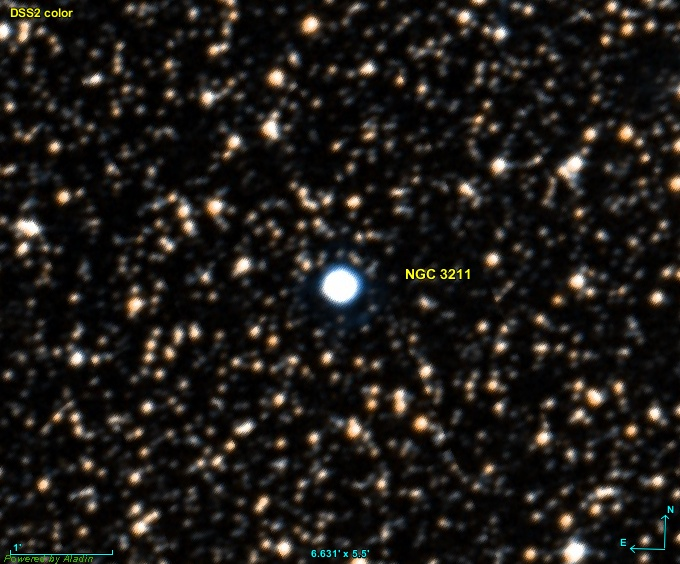
NGC 3211 par le relevé DSS.